# 어벤징 안젤로
《어벤징 안젤로》(영어: Avenging Angelo)는 미국에서 제작된 마틴 버크 감독의 2002년 액션 코미디 비디오 영화이다. 실베스터 스탤론, 매들린 스토, 앤서니 퀸 등이 출연하였고, 타리끄 벤 아마르 등이 제작에 참여하였다.

## 줄거리
마피아 두목 앤절로가 살해되자 경호원 프랭키는 앤절로가 과거 입양 보냈던 딸 제니퍼 앞에 나타나 이 사실을 알린다. 쉽게 흥분하는 성격의 사교계 명사 제니퍼는 출생의 비밀에 충격을 받는다. 제니퍼는 직접 앤절로의 복수를 하려고 하지만 앤절로를 죽인 사내의 함정에 빠진다.

## 출연
- 실베스터 스탤론 - 프랭키 덜라노 역
- 매들린 스토 - 제니퍼 앨리기에리 배럿 역
- 앤서니 퀸 - 앤절로 앨리기에리 역
- 라울 보바 - 마첼로/ 자니 카보니 역
- 해리 밴고컴 - 킵 배럿 역
- 빌리 가델 - 브루노 역
- 제마 잼프로니아

## 기타 제작진
- 라인 제작: 마이크 드레이크
- 공동 제작: 제임스 A. 홀트, 트레이시 스탠리
- 배역: 캐런 마지오타, 메리 마지오타, 로빈 D. 쿡
- 미술: 에릭 프레이저
- 의상: 데니즈 크로넌버그